# Bandoja
Bandoja (llamada oficialmente San Martiño de Bandoxa) es una parroquia y un lugar español del municipio de Oza-Cesuras, en la provincia de La Coruña, Galicia. 

## Entidades de población
Entidades de población que forman parte de la parroquia:
- Barosa (A Barosa)
- Graña (A Graña)
- Nogueiras (As Nogueiras)
- Bandoja (Bandoxa)
- Bando
- Medín
- Mortoares
- Valle de Dios (O Val de Deus)
- Sangorzo
- Vilachá

## Despoblados
- Boilouro
- Paradela
- Valladares (Valadares)

## Demografía

### Parroquia
| Gráfica de evolución demográfica de Bandoja (parroquia) entre 2000 y 2019 |
|                                                                           |
| Datos según el nomenclátor publicado por el INE.                          |

### Lugar
| Gráfica de evolución demográfica de Bandoxa (lugar) entre 2000 y 2019 |
|                                                                       |
| Datos según el nomenclátor publicado por el INE.                      |

## Monumentos
Este pueblo cuenta con una iglesia de estilo románico del siglo XII.

## Festividades
También se celebra una romería en honor a la Virgen de los Milagros el último fin de semana de septiembre en la cual se realiza una gran romería campestre a la que acude gente de toda Galicia. Esta fiesta se caracteriza por el ambiente familiar. Durante todo el día se celebran misas en honor a la Virgen.